# Arjan Visser
Arjan Visser (Werkendam (Noord-Brabant), 13 februari 1961) is een Nederlands journalist en schrijver. In 1991 won hij een literaire prijs met een kort verhaal en maakt sindsdien naam als journalist en interviewer, achtereenvolgens bij Libelle, Nieuwe Revu en dagblad Trouw.
Hij is voornamelijk bekend vanwege zijn lange interviewreeks De tien geboden, waarvan het eerste verscheen in augustus 1997 in de Nieuwe Revu. Deze interviews zijn gebundeld in een zesdelige reeks. De eerste bundeling heet Over smalle wegen, de overige heten alle De tien geboden.

## Erkenning
- 1991: Gorcumse literatuurprijs voor het kortverhaal Vlammen
- voor De laatste dagen:
  - 2003: nominatie voor de Academica Debutantenprijs
  - 2003: nominatie voor de AKO Literatuurprijs
  - 2003: Geertjan Lubberhuizenprijs
  - 2004: Anton Wachterprijs

- Bibliothèque nationale de France: cb14490902f (data)
- Gemeinsame Normdatei: 143251953
- International Standard Name Identifier: 0000 0001 1069 3531
- Library of Congress Control Number: nr2003029993
- Nationale Bibliotheek van Israël: 987007378564105171
- Nederlandse Thesaurus van Auteursnamen: 089578481
- Système universitaire de documentation: 110987225
- Virtual International Authority File: 69158526
- WorldCat: E39PBJvt8y7FPbY8JPfpVwcF8C